# Linia kolejowa nr 57
Linia kolejowa nr 57 – jednotorowa, niezelektryfikowana linia kolejowa łącząca przejście graniczne w Kuźnicy ze stacją Geniusze.
Linia jest szerokotorowa, na całej długości równoległa do linii kolejowej nr 6. Pierwotnie przebiegała na odcinku Kuźnica Białostocka – Machnacz. Kończyła się na terenie obecnego rezerwatu przyrody Jesionowe Góry.
Prowadzony jest ruch towarowy, głównie przewozy węgla kamiennego i materiałów niebezpiecznych. Wzdłuż linii znajduje kilka terminali i placów przeładunkowych, m.in. spółki Barter, Krex, Centrum Logistyczne w Łosośnej, Orlen. W 2014 roku marszałek województwa podlaskiego przyznał PKP Polskie Linie Kolejowe dotację na studium dotyczące rewitalizacji linii kolejowej nr 57 na odcinku Kuźnica Białostocka – Gieniusze.
| Tor 1         | Tor 1         | Tor 1               | Tor 1     | Tor 1            |
| ------------- | ------------- | ------------------- | --------- | ---------------- |
| odcinek linii | odcinek linii | pociągi pasażerskie | szynobusy | pociągi towarowe |
| km pocz.      | km końcowy    | pociągi pasażerskie | szynobusy | pociągi towarowe |
| 0,000         | 20,132        | 50                  | 50        | 50               |
| 20,132        | 27,155        | 0                   | 0         | 0                |